# Cryptophagus concolor
Cryptophagus concolor là một loài bọ cánh cứng trong họ Cryptophagidae. Loài này được Kirby miêu tả khoa học năm 1837.